# フラールディンゲン
フラールディンゲン（蘭: Vlaardingen [ˈvlaːrdɪŋə(n)] ( 音声ファイル)）は、オランダ南西部南ホラント州の基礎自治体（ヘメーンテ）。
アウデ・マース川と交わるニューウェ・マース川/ニューウェ水路の北側の堆積地に位置している。

## 歴史
フラールディンゲン周辺地域には、紀元前約2900年から2600年までに、人が住んでいた。1900年に、紀元前約1300年頃の頭蓋骨が、フラールディンゲン周辺で発掘され、数人のDNAの核が識別され、オランダで発掘された最古のものであることが判明した。
西暦250年から700年の間、オランダ西部の他のエリアと同様に、このエリアに人は住んでいなかった。
726か727年、小さな教会が建てられ、その周辺に街が発達し、街は"Marsum"と呼ばれていた。
1018年フラールディンゲンは、ホラント伯ディルク3世の拠点で、彼はマース川を通過する船から不当な料金を徴収した。神聖ローマ帝国のハインリヒ2世がこれを止めさせようと軍隊を派遣したが、フラールディンゲンの戦いで、ディルク3世に敗れた。1047年、伯位を継承したディルク4世が、同様に軍の攻撃を打ち負かした。
1163年12月21日の洪水により、フラールディンゲンの発展は止まった。ホラント伯は去り、街の発展が停滞することとなった。
1273年、ホラント伯フロリス5世により、都市権を与えられた。
オランダ独立のための八十年戦争中の1574年、スペインが街を接収することを防ぐために、ウィレム1世は、ゴイセンの集団に命じて、街は焼き払ってしまった。その後、フラールディンゲンは造船の街となり、またニシン漁をするための重要な港町となった。